# Sony Ericsson Aino
Sony Ericsson Aino är en telefon med Sony Ericssons egna operativsystem. Aino lanserades år 2009.
Mobilen lanserades i ett syfte där man ansåg att telefoner skulle vara bra på många olika saker, alltså valde man inte att detta skulle bli en specifik t.ex. kameratelefon. 
Aino är en kompetent telefon med bra kamerafunktion, musikspelare osv. 
I ihopfällt läge är telefonen en touchdisplay där man kan navigera sig igenom kamerabilder, musik, radio osv. 
Ainos skärm utmärker sig något genom att vara relativt stor. Med telefonen följer en bluetooth-handsfree och ett bordsställ.
Aino har en bror som kom ut ungefär samtidigt: Satio, vilken har bättre kamera och, till skillnad från Aino, är en smarttelefon.
Det finns många tillbehör till Aino; några exempel är bordsstället, trådlös handsfree och högtalare.